# Регуляційні заходи в заповідниках
Регуляційні заходи в заповідниках — комплекс господарських заходів, що проводяться з метою штучного підтримання природних процесів, боротьби з видами-«шкідниками», оптимізації гідрологічного режиму тощо.
Як правило, регуляційні заходи перенесено до заповідної справи з практики мисливського, лісового, рибного або пасовищного господарства і ведуть до «приручення» дикої заповідної природи. Нерідко вони не мають серйозного наукового обґрунтування і є прикриттям звичайної господарської діяльності в природних заповідниках. Проведення регуляційних заходів у природних заповідниках часто завдає істотної шкоди заповідним екосистемам, за що вони піддаються серйозній критиці

## Санітарні, інші рубки лісу та прибирання труску
На думку лісників санітарні рубки необхідні в лісах заповідників для боротьби з «шкідливими» комахами, кореневою губкою і всиханням дерев. Однак на думку низки екологів, це абсолютно марне заняття, адже комахи-«шкідники» вражають тільки хворі, що відстають у рості дерева, не чіпаючи здорові, виконуючи таким чином роль санітарів лісу. Більше того, санітарні та інші рубки ще більше сприяють усиханню лісу і розмноженню комах-«шкідників».
У зв'язку з тим, що санітарними рубками в першу чергу знищуються сухі, старі, дупласті дерева, тобто місця, де гніздяться рідкісні види тварин, що живуть тільки в дуплах дерев або на старих деревах, санітарні рубки в заповідниках є головною причиною знищення місць проживання занесених до Червоної книги України тварин — 50 % видів кажанів, 60 % сов, 100 % дятлів, 26 % хижих птахів, 30 % жуків, 14 % перетинчастокрилих. Гоголь, чорний лелека, крінтух, садова соня, бурий ведмідь, 5 видів грибів і лишайників, занесених до Червоної книги України, також страждають від санітарних рубок в природних заповідниках.
Крім цього санітарними та іншими рубками завдаються збитки місцям зростання червонокнижних рослин, порушуються закономірності природного добору, завдяки їм у заповідних лісах здійснюється негативна селекція.
Санітарні рубки негативно впливають на водний режим ґрунтів, накопичення гумусу, накопичення і розкладання підстилки, завдяки їм з лісу вилучаються поживні речовини.

## Сінокоси і штучний випас
При введенні режиму абсолютної заповідності в степу відбуваються спонтанні природні зміни — кількість ковили і типчака зменшується і змінюється кореневищними злаками. Причиною цих явищ є накопичення відмерлих рослинних залишків. Щоб перешкодити цим природним змінам степу, було запропоновано проводити в них сінокоси або вводити штучний випас за допомогою коней.
Однак, як показав досвід, сінокоси, які найчастіше здійснюються важкою технікою в травні-червні, справляють величезний негативний вплив на заповідну екосистему. Під час покосів тракторами ущільнюється ґрунт, відбувається його забруднення сміттям та нафтопродуктами. Зростає браконьєрство, відбувається відчуження органіки, а також масове знищення фауни: комах, змій, дрібних ссавців, птахів
Під час сінокосів порушується склад і структура рослинних угруповань. Випас коней (штучний випас) у природних степових заповідниках також має негативний екологічний вплив — в окремих частинах заповідної території коні вибивають траву, в районі випасу зменшується біорізноманіття, зникає ряд рідкісних рослин.
Рубки лісу, сінокосіння, боротьба з «шкідниками», посадки лісу та інші регуляційні заходи в природних заповідниках зводять нанівець можливість довготривалих наукових досліджень, які становлять актуальну задачу сучасного біосферного прогнозування.

## Лісокультурних діяльність
У деяких заповідниках — Поліському, Ялтинському гірсько-лісовому, Дніпровсько-Орільському, Медоборах активно провадиться так звана лісокультурна діяльність. Однак штучні посадки лісу значно відрізняються від природного лісоутворення. Посадки лісу порушують цілісність верхнього горизонту ґрунту і викликають небезпеку інцухту.

## Регулювання чисельності тварин, боротьба з «шкідниками»
Регулювання чисельності диких тварин в природних заповідниках є штучним методом і не призводить до позитивних результатів, оскільки виступає лише як лімітуючий, але не регулюючий механізм.
Боротьба з «шкідниками» в природних заповідниках сприяє занесенню низки нещодавніх «шкідників», таких як великий дубовий вусач, на сторінки Червоної книги України. Екологічні ніші «шкідників» не рідко займаються іншими тваринами, наприклад, замість знищення вовків в заповідник приходять бродячі собаки, що зводить нанівець всі зусилля по боротьбі з «шкідниками».

## Гасіння пожеж
Повне усунення природних пожеж є негативним елементом управління, штучним втручанням у хід природних процесів і являє собою форму антропогенного впливу на заповідні екосистеми.
У національних парках США природні пожежі не гасяться.

## Оптимізація гідрологічного режиму
Різні регуляційні заходи, спрямовані на оптимізацію гідрологічного режиму в заповіднику — розчищення джерел, стариць, озер, будівництво дамб не мають нічого спільного з природними природними процесами в заповіднику і є грубим втручанням у заповідну екосистему.